# Henry Kater Peninsula
Henry Kater Peninsula är en halvö i Kanada.   Den ligger i territoriet Nunavut, i den östra delen av landet, 2 700 km norr om huvudstaden Ottawa.
Trakten runt Henry Kater Peninsula är permanent täckt av is och snö. Trakten runt Henry Kater Peninsula är nära nog obefolkad, med mindre än två invånare per kvadratkilometer.